# Милези Пирони Ферретти, Джузеппе
Джузеппе Милези Пирони Ферретти (итал. Giuseppe Milesi Pironi Ferretti; 9 марта 1817, Анкона, Папская область — 2 августа 1873, Рим, королевство Италия) — итальянский куриальный кардинал, доктор обоих прав. Губернатор Асколи с 1843 по 1844. Губернатор Чивитавеккьи с 1844 по 1845. Губернатор Мачераты с 1845 по 1847. Про-легат в Урбино с 1847 по 1851. Про-легат в  Форли с 1852 по 1854. Министр торговли, изящных искусств и общественных работ Папской области с 1854 по 1858. Апостольский легат в провинции Болонья с 18 марта 1858 по 1859. Камерленго Священной Коллегии Кардиналов с 25 июня 1869 по 21 марта 1870. Кардинал-священник с 15 марта 1858, с титулярной диаконией Санта-Мария-ин-Арачели с 18 марта 1858 по 21 марта 1870. Кардинал-епископ Сабины с 21 марта 1870.

## Источник
- Информация  (англ.)